# Dunărea Galați în sezonul 1992-1993
Sezonul 1992-1993  este un sezon greu dificil complicat de grea încercare care amenința echipa cu retrogradarea, echipa nu a retrogradat totuși dar oricum a fost pe muchie de cuțit! chiar și așa lotul experimentat al echipei și cu ajutorul lui Aurel Drăgan care ajută enorm echipa și în acest sezon tocmai ca să nu retrogradeze în liga a III-a, echipa poartă tot numele de Gloria CFR Galați nume care l-a primit în sezonul 1990-1991, la capitolul antrenori în acest sezon nu va fi pregătită doar de Aurel Drăgan ci și de Ion Diaconescu dar și Claudiu Vaișcovici care deși era jucător! a prins câteva etape și ca antrenor în acest sezon!.

## Echipă
| Nr. |         | Poziție | Jucător             |
| --- | ------- | ------- | ------------------- |
| -   | România | P       | Constantin Flutur   |
| -   | România | P       | Adrian Bontea       |
| -   | România | P       | Valentin Buruiană   |
| -   | România | F       | Sorin Basalâc       |
| -   | România | F       | Andrei              |
| -   | România | F       | Tudose              |
| -   | România | F       | Aurelian Brașoveanu |
| -   | România | F       | David Asandei       |
| -   | România | F       | Adrian Oprea        |
| -   | România | F       | Cornel Turcu        |
| -   | România | F       | Florin Cujbă        |
| -   | România | F       | Mihai Jireghie      |
| -   | România | M       | Gheorghe Ichim      |
| -   | România | M       | Marian Ghibea       |
| -   | România | M       | Iulian Smadu        |
| -   | România | M       | Tudorel Chivu       |
| -   | România | M       | Gabriel Chebac      |
| -   | România | M       | Daniel Zeld         |
| -   | România | A       | Dorinel Dragomir    |
| -   | România | A       | Jiribie             |
| -   | România | A       | Haralambie Antohi   |
| -   | România | A       | Costel Nita         |
| -   | România | A       | Dorinel Dragomir    |
| -   | România | A       | Claudiu Vaișcovici  |

## Transferuri

### Sosiri
| Post | Jucător            | De la echipa          | Suma de transfer  | Dată |
| ---- | ------------------ | --------------------- | ----------------- | ---- |
| A    | Claudiu Vaișcovici | FC Național București | liber de contract | -    |
| M    | Iulian Smadu       | Gloria Buzău          | liber de contract | -    |
| F    | Mihai Jireghie     | Juniori               | liber de contract | -    |
| A    | Costel Nita        | Juniori               | liber de contract | -    |

### Plecări
| Post | Jucător | De la echipa | Suma de transfer | Dată |  | ---- |
| ---- | ------- | ------------ | ---------------- | ---- |  | ---- |

## Seria I

### Rezultate
| Victorii | Egaluri | Înfrângeri | Cea mai mare victorie | Cea mai mare înfrangere |

### Sezon intern
| 1  | Steaua Mizil          | Gloria CFR Galați     | Safta 68' Greacă 80'                                            | 2-0 |  |
| 2  | Gloria CFR Galați     | FC Argeș Pitești      | Oprea 42' (pen.) Cujbă 70' Ceaușu 80'                           | 2-1 |  |
| 3  | Foresta Fălticeni     | Gloria CFR Galați     | Antoniu 70' (pen.)                                              | 1-0 |  |
| 4  | Gloria CFR Galați     | Portul Constanța      | Niță 42', 61' Răileanu 57' Oprea 76' (pen.) Antohi 83' Lupu 90' | 5-1 |  |
| 5  | Flacăra Moreni        | Gloria CFR Galați     | Savu 61', 63' Năstase 80'                                       | 3-0 |  |
| 6  | Gloria CFR Galați     | Chimia Râmnicu Vâlcea | Savu 38' Rotaru 70' Ghibea 78' Pulpan 34', 85'                  | 3-2 |  |
| 7  | Unirea Slobozia       | Gloria CFR Galați     | Penoff 65' Vintilă 68' Balmuș 40' Ifrim 56'                     | 2-2 |  |
| 8  | Gloria CFR Galați     | Gloria Buzău          | Ifrim 7', 59' Roșu 36' (o.g.) Rotaru 41' Antohi 84' Nicolae 29' | 5-1 |  |
| 9  | Autobuzul București   | Gloria CFR Galați     | Curelea 40' Pantelimon 42'                                      | 2-0 |  |
| 10 | Gloria CFR Galați     | Callatis Mangalia     | Răileanu 28'                                                    | 1-0 |  |
| 11 | Gloria CFR Galați     | CSM Suceava           | Antohi 23' Niță 56' Murariu 37'                                 | 2-1 |  |
| 12 | Politehnica Iași      | Gloria CFR Galați     | Kereszy 4' (pen.)                                               | 2-0 |  |
| 13 | Gloria CFR Galați     | Olt Scornicești       | Ifrim 40'                                                       | 1-0 |  |
| 14 | Ceahlăul Piatra Neamț | Gloria CFR Galați     | Vrânceanu 37', 56' Ivanov 49' Enache 54' (pen.) Ghibea 59'      | 4-1 |  |
| 15 | Gloria CFR Galați     | Unirea Focșani        | Chebac 6' Manta 47'                                             | 1-1 |  |
| 16 | ASA Târgu Mureș       | Gloria CFR Galați     | Costan 84' Savu 80'                                             | 1-1 |  |
| 17 | Gloria CFR Galați     | Faur București        |                                                                 | 0-0 |  |
| 18 | Gloria CFR Galați     | Steaua Mizil          | Rotaru 6' (pen.) Oprea 52' Dragomir 57' Oprea 88' Greacă 83'    | 4-1 |  |
| 19 | FC Argeș Pitești      | Gloria CFR Galați     | Barbu 69'                                                       | 1-0 |  |
| 20 | Gloria CFR Galați     | Foresta Fălticeni     | Savu 4' Dragomir 64'                                            | 2-0 |  |
| 21 | Portul Constanța      | Gloria CFR Galați     | Arăpașu 10' Onisemiuc 55'                                       | 2-0 |  |
| 22 | Gloria CFR Galați     | Flacăra Moreni        | Dragomir 72'                                                    | 1-0 |  |
| 23 | Chimia Râmnicu Vâlcea | Gloria CFR Galați     | Gaiță 61' Iovu 64' Moldoveanu 78' (pen.)                        | 3-0 |  |
| 24 | Gloria CFR Galați     | Unirea Slobozia       | Vaișcovici 31' Savu 18', 76' Antohi 74'                         | 4-0 |  |
| 25 | Gloria Buzău          | Gloria CFR Galați     | Kaizăr 67', 83'                                                 | 2-0 |  |
| 26 | Gloria CFR Galați     | Autobuzul București   | Stoian 3' (pen.)                                                | 0-1 |  |
| 27 | Callatis Mangalia     | Gloria CFR Galați     | Pall 32' Rotaru 36'                                             | 1-1 |  |
| 28 | Bucovina Suceava      | Gloria CFR Galați     | Șușanu 35' Murariu 44' Ciobanu 45' Nemțanu 88'                  | 4-0 |  |
| 29 | Gloria CFR Galați     | Politehnica Iași      | Savu 51'                                                        | 1-0 |  |
| 30 | Olt Scornicești       | Gloria CFR Galați     |                                                                 | 0-0 |  |
| 31 | Gloria CFR Galați     | Ceahlăul Piatra Neamț | Savu 71' Dragomir 82' Marc 10' Axinia 17' Șoimaru 78'           | 2-3 |  |
| 32 | Unirea Focșani        | Gloria CFR Galați     | Manta 10' Popescu 90'                                           | 2-0 |  |
| 33 | Gloria CFR Galați     | ASA Târgu Mureș       | Costan 45' Pâslaru 77'                                          | 0-2 |  |
| 34 | Faur București        | Gloria CFR Galați     | Demian 3' Manole 16', 18' Pomohaci 64'                          | 4-0 |  |

 Clasamentul după 34 de etape se prezintă astfel: